# Invincible
„Invincible“ е десетият и последен пожизнен студиен албум на Майкъл Джексън. Албумът е издаден от Epic Records на 30 октомври 2001 година.
Обложката на албума (изображение на лицето на Джексън) е достъпна в пет различни цвята: червен, зелен, оранжев, син и сребрист. Световните продажби на албума достигат 10 милиона копия.
„Invincible“ е посветен на 15-годишно афро-норвежко момче на име Бенджамин Хермансен, който е убито от група неонацисти в Осло на 26 януари 2001 г. Отчасти причината за посвещението се обяснява и от факта, че Омер Бхати, близък приятел на Джексън, се е познавал с Бенджамин Хермансен.

## Списък на песните
| Номер # | Заглавие          | Композитор(и)                                                                                    | Продължителност | Бележки                                                          |
| 1       | Unbreakable       | Michael Jackson, Rodney Jerkins, Fred Jerkins III, LaShawn Daniels, Nora Payne, Robert Smith     | 6:26            | с участието на The Notorious B.I.G; беквокали на Brandy Norwood. |
| 2       | Heartbreaker      | Michael Jackson, Rodney Jerkins, Fred Jerkins III, LaShawn Daniels, Mischke Butler, Norman Gregg | 5:10            | с участието на Fats.                                             |
| 3       | Invincible        | Michael Jackson, Rodney Jerkins, Fred Jerkins III, LaShawn Daniels, Norman Gregg                 | 4:46            | с участието на Fats.                                             |
| 4       | Break of Dawn     | Dr. Freeze, Michael Jackson                                                                      | 5:30            |                                                                  |
| 5       | Heaven Can Wait   | Teddy Riley, Andreao Heard, Nate Smith, Teron Beal, Eritza Laues, Kenny Quiller                  | 4:50            |                                                                  |
| 6       | You Rock My World | Michael Jackson, Rodney Jerkins, Fred Jerkins III, LaShawn Daniels, Nora Payne                   | 5:40            |                                                                  |
| 7       | Butterflies       | Andre Harris, Marsha Ambrosius                                                                   | 4:40            |                                                                  |
| 8       | Speechless        | Michael Jackson                                                                                  | 3:18            |                                                                  |
| 9       | 2000 Watts        | Michael Jackson, Teddy Riley, Tyrese Gibson, JaRon Henson                                        | 4:24            | Teddy Riley.                                                     |
| 10      | You Are My Life   | Babyface, Carole Bayer Sager, John McClain                                                       | 4:34            |                                                                  |
| 11      | Privacy           | Michael Jackson, Rodney Jerkins, Fred Jerkins III, LaShawn Daniels, Bernard Belle                | 5:06            | Slash                                                            |
| 12      | Don't Walk Away   | Michael Jackson, Teddy Riley, Richard Carlton Stites, Reed Vertelney                             | 4:24            |                                                                  |
| 13      | Cry               | R. Kelly                                                                                         | 5:00            | Also titles Cry (You Can Change The World).                      |
| 14      | The Lost Children | Michael Jackson                                                                                  | 4:00            |                                                                  |
| 15      | Whatever Happens  | Michael Jackson, Teddy Riley, Gil Cang, Jasmine Quay, Geoffrey Williams                          | 4:56            | guitar by Carlos Santana.                                        |
| 16      | Threatened        | Michael Jackson, Rodney Jerkins, Fred Jerkins, LaShawn Daniels                                   | 4:18            | contains snippets of Rod Serling.                                |

Забележка
- „Break of Dawn“, „2000 Watts“, и „Threatened“ са изключени от изданието за Китай.